# El Príncipe de las brumas
El Príncipe de las brumas es una serie de cuadernos de aventuras escrita por Enrique Martínez Fariñas y dibujada por Beaumont para la editorial S.A.D.E., que sólo alcanzó las 16 entregas.

## Trayectoria editorial
El Príncipe de las brumas era una de las dos series que Beaumont realizaba para S.A.D.E., junto a El Rayo de Baal tras haberse marchado de Bruguera. Ambas quedarían inconclusas por el cierre de la nueva editorial.

## Estilo
Para el teórico Jesús Cuadrado, El Príncipe de las brumas podría haber sido la mejor obra de Beaumont, a pesar de su recurso a la imitación (e incluso el plagio) de modelos bruguerianos.